# Oids
Oids is een sciencefiction computerspel dat werd ontwikkeld en uitgegeven door FTL Games. Het spel kwam in 1987 uit voor de Atari ST. Drie jaar later werd een versie uitgebracht voor de Apple Macintosh.
Het spel is een kruising tussen Gravitar en Choplifter. Met een V-Wing fighter moet je alle Oids redden die op planetoïdes leven in het heelal. Om de Oids te kunnen redden moet je eerst de fabrieken vernietigen waarin ze gevangen gehouden worden. Hierna zullen de Oids uit de fabriek rennen en kan het ruimteschip op een plat gelegen stuk landen. Zodra alle of ten minste acht Oids in het ruimteschip geklommen zijn kan de speler aanmeren bij het moederschip en is de missie voltooid.
Het spel bevatte ook een level-editor, waarmee spelers hun eigen levels konden maken.

## Platforms
| Jaar | Platform  |
| ---- | --------- |
| 1987 | Atari ST  |
| 1990 | Macintosh |

## Ontvangst
| Beoordeeld door | Platform | Datum      | Score |
| --------------- | -------- | ---------- | ----- |
| Power Play      | Atari ST | maart 1988 | 85%   |
| Atari ST User   | Atari ST | mei 1988   | 80%   |
| Happy Computer  | Atari ST | maart 1988 | 79%   |
| ST Action       | Atari ST | mei 1988   | 68%   |

## Trivia
- Het spel is opgenomen in het boek 1001 Video Games You Must Play Before You Die van Tony Mott.